# Niederbüren
Niederbüren é uma comuna da Suíça, no Cantão São Galo, com cerca de 1.416 habitantes. Estende-se por uma área de 15,82 km², de densidade populacional de 90 hab/km². Confina com as seguintes comunas: Bischofszell (TG), Gossau, Niederhelfenschwil, Oberbüren, Waldkirch.
A língua oficial nesta comuna é o Alemão.